# Gdzie jesteś, gdzie jestem?
Gdzie jesteś, gdzie jestem? – piosenka i singel grupy Hey wydany 15 września 2017 przez Kayax Production z okazji jubileuszu dwudziestopięciolecia zespołu, zapowiadający specjalny, dwupłytowy album. Piosenka przebywała już pięciokrotnie i wyłącznie na szczycie Listy przebojów Programu Trzeciego.

## Notowania
- Lista Przebojów Trójki: 1
- Szczecińska Lista Przebojów: 9[5]

## Twórcy
- muzyka: Paweł Krawczyk i Marcin Macuk
- słowa: Katarzyna Nosowska
- produkcja: Marcin Bors - fonoplastykon
- wokal: Katarzyna Nosowska
- gitary: Paweł Krawczyk, Marcin Żabiełowicz
- gitara basowa: Jacek Chrzanowski
- klawisze: Marcin Macuk
- perkusja: Robert Ligiewicz